# Gare de La Coucourde - Condillac
La gare de La Coucourde - Condillac est une ancienne gare ferroviaire française de la ligne de Paris-Lyon à Marseille-Saint-Charles, située sur le territoire de la commune de La Coucourde, à proximité de celle de Condillac, dans le département de la Drôme, en région Auvergne-Rhône-Alpes.
Elle est mise en service en 1854 par la Compagnie du chemin de fer de Lyon à la Méditerranée (LM) avant de devenir en 1857 une gare de la Compagnie des chemins de fer de Paris à Lyon et à la Méditerranée (PLM).
Elle est fermée par la Société nationale des chemins de fer français (SNCF) sans doute dans la deuxième moitié du XXe siècle.

## Situation ferroviaire
Établie à 83 mètres d'altitude, la gare de La Coucourde - Condillac est située au point kilométrique (PK) 650,579 de la ligne de Paris-Lyon à Marseille-Saint-Charles, entre les gares de Saulce (fermée) et de Montélimar (ouverte).

## Histoire
La gare de La Coucourde est mise en service le 29 juin 1854 par la Compagnie du chemin de fer de Lyon à la Méditerranée (LM), lorsqu'elle ouvre à l'exploitation la section de Valence à Avignon de sa ligne de Lyon à Avignon.
En avril 1857, la gare est intégrée dans le réseau de la Compagnie des chemins de fer de Paris à Lyon et à la Méditerranée (PLM), nouvelle compagnie née de la fusion entre la Compagnie du chemin de fer de Paris à Lyon et la Compagnie du chemin de fer de Lyon à la Méditerranée.
La gare est fermée par la SNCF, sans doute dans la deuxième moitié du XXe siècle.

## Patrimoine ferroviaire
Elle a conservé ses bâtiments d'origine, désaffectés du service ferroviaire : le bâtiment voyageurs, l'abri de quai et la halle à marchandises. Le bâtiment voyageurs, ouvert en 1854, est conçu suivant un modèle type de la Compagnie du chemin de fer de Lyon à la Méditerranée (LM).